# Мазурак Григорій Володимирович
Мазурак Григорій Володимирович (нар. 18 жовтня 1978 року с. Потелич , Львівська область, Жовківський район, Україна)— майстер української вишивки, заслужений майстер народної творчості в Україні.

## Становлення митця
Народився Григорій Мазурак у багатодітній родині сільських хліборобів. Він був останньою дитиною у цій багатодітній сім'ї, тому його виховання, переважно, займалися старші брати і сестри, бо батьки мусили тяжко працювати, щоб утримати родину. Але наділена природним розумом і талантом до вишивки мати Григорія, Ольга Іванівна, дуже часто увечері, після виснажливої цілоденної праці, сідала до улюбленого заняття — вишивання. Допитливий, але хворобливий з дитинства Грицько, прагнучи маминої ласки, тулився до неї і пильно вдивлявся у майстерність рухів матері, яка клала на полотно один за одним чудо-узори. Ця сцена була настільки зворушливою, що, згадуючи про це, родичка сім'ї Марія Івать ледве стримує сльози. Вона розповідає: «він був схожий на дівчинку, бо любив квіти, любив допомагати матері на кухні і вже з дитинства брав до рук голку, щоб навчитися вишивати»
Отож перші ази цього мистецького витвору хлопець отримав у своїй родині. Розповідає вчителька Григорія Надія Васильвна Юнко: «скромний, ввічливий, тихий, добродушний, він більше тягнувся до дівчачого товариства і вже змалку на уроках ручної праці залишався в класі з дівчатами, які вчилися куховарити, в'язати, вишивати.»
Тобто ще з дитинства хлопець тяrнувся до прекрасного у природі, мистецтві, літературі.
Доля не милувала хлопця. Змушений був зробити перерву в навчанні, бо хвороби дуже часто приводили до лікарень. Документ про середню освіту отримав екстерном.
Але наполегливість у досягненні життєвої мети вела хлопця щасливим шляхом.
Життєва доля покликала його до Львівського національного аграрного університету, де він здобув вищу освіту за спеціальністю — аграрій. Чому аграрії? Підтвердженням його покликання є відчуття краси, бо саме її він творить на землі. Про це свідчить і різноманітний світ квітів, декоративних кущів, трав біля родинної садиби, доглянутий руками хлопця садок, у якому можна побачити багато чудових кущів і дерев, незвичних для села. Напевно, саме це захоплення і допомагає Григорію творити красу на полотні.
Отож, мати Григорія, знаходячи час творити красу вишивки, прикращаючи своє житло витворами своїх і дитячих рук, перетворила його у своєрідний храм вишивки. А сам Григорій з дитинства у святкові дні був одягнений у вишивані сорочки, чим відрізнявся від своїх потелицьких однолітків. Сьогодні домівка Мазураків — це своєрідний мініатюрний музей вишивки, де можна побачити стародавні обруси, чоловічі сорочки, жіночі блузки. a ще ікони, вишиті руками Григорія, чим дуже пишається його мама, Ольга Іванівна.
Наполеглива праця над удосконаленням техніки вишивки, зацікавленість спеціальною літературою (бібліотека хлопця складається з унікальних видань з історії вишивки, техніки швів та різноманітності орнаментів) дозволили йому вже у молодому віці досягти такої досконалості і стати одним з найталановитіших майстрів вишивки Львівщини.
Важливими у становленні Григорія Мазурака як українця-патріота, народного майстра є його активне членство в Об'єднанні народних майстрів та художників-аматорів при Львівському обласному центрі народної творчості і культурно-освітньої роботи, національній Спілці народного мистецтва України (Яворівський осередок), Львівської області організації Конгресу Українських Націоналістів. Він з 2000 року є вихованцем Львівського відділу Союзу Українок України. Все це допомогло йому у становленні його як особистості, дозволило досягти високого рівня в мистецтві вишивання різноманітних орнаментів та технік.
У творчому доробку Григорія десятки унікальних мистецьких творінь його таланту і невтомних рук. Це і серветки, подушки, рушники, жіночі та чоловічі сорочки, кептарі. Його роботи на різноманітних виставках по праву розміщені поряд з роботами відомих народних майстринь-вишивальниць.
Його роботи дивують глядачів витонченістю своїх вишиванкових творінь, високим естетичним смаком, а, головне, досконалим ознайомленням з традиційним народним мистецтвом вишивки. Дуже тонкої роботи його вишиті рушники вражають гамаю барв, а орнаменти, в основному геометричні, гармонійно вписані на полотнищах рушників. Він є атестованим майстром художньої вишивки при Національній Спіщі майстрів народного мистецтва України.
Завдячує Григорій і своїм вчителям-наставницям, народним майстрам вишивки, заслуженому майстрові народної творчості п. Ользі Возниці та народному майстру п. Ярославі Менкуш-Заневчик, які допомогли хлопцеві засвоїти різноманітні види швів (хрестик, низинка, зволікання, мереживо, цирку, зерновий вивід, городецький, стебнівка, півхрестик, бавничковий шов, гладь солов'єні вічка, стебловий), проникнути у таємничий світ орнаментів, розкрити красу цього виду мистецтва.
Виходець із віруючої родини, він завжди бачив в іконах містичний таємничий світ Божественного. Тому недивно, що новим його захопленням стали образи Оранти та Матері Божої. Саме вони є тим сакральним напрямком у творчості народного майстра, душа якого з раннього дитинства тяжіла до усвідомлення свого природного покликання — творити красу.
Сьогодні Григорій Мазурак — Заслужений майстер народної творчості України. Цю почесну нагороду отримав Григорій з рук Президента України В. А. Ющенка.
Багаторічна творча праця митця гідно оцінена громадськістю і є вираженням його таланту, а почесне звання дає підстави сподіватись на ще активнішу і плідну працю нашого земляка на ниві народного мистецтва.

## Шлях до визнання
Нелегким був шлях сільського хлопчини до втілення своєї мети — стати майстром вишивки. Мамина наука зробила своє: зародила у душі Григорія мрію про творчу працю, яка стане відбитком його ніжної душі у творіннях прекрасного на полотні. I хлопець шукав, пробував себе у багатьох сферах. Був спеціалістом з виготовлення індивідуального модельного взуття, займався дизайном з озеленення в регіональному парку «Знесіння», «ЕКО Дизайн плюс», висококваліфікованим майстром Тз ОВ «Клейнод». Але поряд із тим весь свій вільний час, багато коштів витрачав на книжки з техніки вишивки, цікавився людьми, які займалися цією справою професійно, відвідував виставки робіт народних умільців, не пропускав жодної можливості поспілкуватися з мистецтвознавцями і людьми, які професійно займалися вишивкою. Його наставники (з Яворівського осередку Національної спілки народного мистецтва України, із Львівського державного обласного центру народної творчості та майстри Ольга Возниця та Ярослава Менкуш-Заневчик) взяли талановитого хлопця під свою опіку і повели тим шляхом, який привів Григорія до заслуженого визнання.
Він — учасник багатьох виставок, на яких були представлені чудові вишиті роботи, що стали окрасою експозиційних залів музеїв і неначе вдихали в них нову силу таланту, краси, чарували своею витончені і неповторністю.
Згадаемо про деякі з них:
2000 виставка, присвячена 10-й річниці незалежності України. (Звіт майстрів народної творчості Жовківщини. Львівська обласна філармонія).
2003- виставка, присвячена 12 річниці незалежності України. abd. Виставка народної вишивки. Радехів. Народний дім).
2003 — літературно-мистецький фестиваль «Кролевецькі рушники». (Кролевець, Сумська область).
2005 — спільна виставка з народними майстрами п. Ярославою Менкуш-Заневчик та п. Маріею Хамар, присвячена акту відновлення Української держави 30 червня 1941 року. (Львів, Музей етнографії та художнього промислу ІН НАН України).
2006 — обласна виставка народних майстрів Львівщини в Музей історії та культури м. Луганська «Галицька веселка».
2006 — виставка декоративно-прикладного мистецтва. (Трускавець, Єпархіальний Музей Самбірсько-Дрогобицької Єпархії УГКЦ).
2006 — «Галицька веселка» — обласна виставка народних майстрів Львівщини. (Ужгород, Музей архітектури та побуту).
2007 — виставка у Єпархіальному музеї Самбірсько-Дрогобицької Єпархії УГКЦ, Трускавець.
2007 — обласна виставка народних майстрів вишивки Львівщини в «світлиці» Вінницького центру народної творчості «Галицька веселка».
2007 — учасник Всеукраїнської акції «Рушник Національної Єдності».
2008 — святкування Львівським земляком свята Маланки в Українському домі у м. Києві.
2008 — виставка народних майстрів Львівщини «Зелений розмай». (м. Львів, Палац мистецтв).
2008 — виставка «Галицька веселка» народних майстрів Львівщини. (м. Луцьк).
2008 — участь у курсах та практичних заняттях по програмі «Україна моя вишивана».
2009 — семінар «Рушник національної єдності».
2009 — персональна виставка «Чарівний світ вишивки». (м. Самбір).
2009 — персональна виставка «Свято душі». (м. Львів, Музей Грушевського).
2009 — виставка «Барвиста Україна». (Національний комплекс «Експоцентр України»). Участь в експозиції народної творчості Львівської області.
Всі ці наведені факти творчої натхненної праці молодого народного майстра є підтвердженням його титанічної працьовитості, твердої віри у здійснення мети, прагнення творити своїми руками красу і прославляти у своїх творіннях рідну Україну, а також переконувати молоде покоління юнаків і дівчат у тому, що (за словами М. Рильського) «труд переростає у красу».
I не дивно, що ця творча праця була заслужено визнана, насамперед, громадськістю багатьох міст України, відомими мистецтвознавцями Львова та Києва, керівниками обласних та республіканських установ. Але найвищою відзнакою праці стало присвоення йому почесного звання «Заслужений майстер народної творчості України».

## Заслужене визнання таланту
Ми гордимося нашим земляком, який удостоївся такої високої нагороди, бо цей факт nереконує нас у тому, що не перевелися ще в нашому селі люди творчі, поетичні, справжні майстри своєї улюбленої справи.
Але хочеться зауважити, що не тільки ми гордимося нашим земляком, високо оцінюємо його мистецькі твори, захоплюємося його талантом. Роботи юнака визнані такими, що тривожать душу, милують очі, викликають роздуми про віковічний досвід пізнання складності і гармонії буття, бо вишивка — духовний символ, зрима пісня українського народу, рукотворна молитва, видиме звернення до людини і до Бога що в ній проявляється і живе народна душа із споконвічними прагненнями служіння красі і добру.
Праця нашого земляка оцінюється саме за такими критеріями не тільки потеличанами. Про визнання його таланту свідчать відгуки відвідувачів виставок робіт Григорія Мазурак.
А ще, додаємо знайдені нами матеріали періодичних видань.
Чудорві слова ми прочитали про Григорія Мазурака у газеті «Голос народу» за 2 лютого 2007 року.
Читаємо схвальні сердечні слова про нашого земляка і на сторінках районної газети «Відродження» за 5 липня 2008 року у статті журналістки Зоряни Гумницької «Зелений розмай», присвяченої виставці народного мистецтва майстрів Львівщини у Палаці мистецтв м. Львова.
I ще одним похвальним і вітальним словом про Григорія Мазарука є стаття у газеті «Відродження» за 20 листопада 2009 року вчительки української мови і літератури та українознавства Потелицької школи колишнього класного керівника, Надії Василівни Юнко в якій від усіх потеличан висловлене захоплення талантом молодого майстра, гордість за нашого земляка і віра у його творче майбутнє, впевненість у тому, що ми ще не раз матимемо підстави підтвердити визнання таланту Григорія, даного йому Богом.

## Використана література
- Народне декоративне мистецтво Яворівщини. Київ, «Наукова думка», 1979.[1]
- Олена Куличин-Стахурська Мистецтво української вишивки Львів, 2007.
- Уроки з народознавства Київ, «Народознавство», 1995.[2]
- Ярослава Менкуш-Заневчик «Альбом» Київ, 2007, ПВП «Задруга»

1. ↑  Архівована копія (PDF). Архів оригіналу (PDF) за 2 жовтня 2016. Процитовано 28 вересня 2016.{{cite web}}:  Обслуговування CS1: Сторінки з текстом «archived copy» як значення параметру title (посилання)
2. ↑  Архівована копія. Архів оригіналу за 2 жовтня 2016. Процитовано 28 вересня 2016.{{cite web}}:  Обслуговування CS1: Сторінки з текстом «archived copy» як значення параметру title (посилання)